# 舊博羅維奇
51°52′45″N 31°51′19″E / 51.87917°N 31.85528°E
舊博羅維奇（烏克蘭語：Старі Боровичі），是烏克蘭北部的村莊，隸屬切爾尼希夫州的科留基夫卡區。該村面積4.76平方公里，海拔高度121米，2001年人口501，人口密度每平方公里105.3人。